# Фјорентино
Фјорентино (итал. Fiorentino) је насеље и седиште истоимене општине у оквиру Републике Сан Марина, једне од најмањих у Европи.

## Природни услови
Фјорентино се налази у источном делу Сан Марина и на 26 километара од првог већег града Риминија. Надморска висина средишта општине је 490 метара.

## Становништво
Општина Фјорентино је по последњим проценама из 2010. године имала 2.506 ст. Протеклих деценија број становника у општини расте.
Фјорентино се дели на три села: Капане, Кроћијале и Пијанаћи.